# Produktplacering
Produktplacering, på engelska product placement, är marknadsföring av ett varumärke eller en produkt genom planerad förekomst i ett sammanhang som inte uttryckligen är reklam. För filmproducenter har det också blivit ett sätt att delfinansiera framför allt spelfilmer.
Den första vågen av produktplacering handlade om att företag betalade för att just deras produkter skulle användas i filmer och tv-serier. En uppblossande etikdebatt om huruvida biobesökare var medvetna eller ej om att de utsattes för reklam har utmynnat i en stor medvetenhet hos allmänheten om fenomenet, följt av relativt stor acceptans av marknadsföringsmetoden.
Produktplacering har ofta varit en metod för både reklamköpare och medieproducenter att använda för att komma runt formella reklamförbud.  
En växande gren av produktplacering är att i stället placera in produkter i folks verklighet. Genom att erbjuda vissa företag gratis tillgång till ett visst mineralvatten till matsalen kommer de anställda i kontakt med just det märket. Genom att låta en grupp skådespelare sitta på ett café och prata om hur bra en viss produkt är kan de som sitter bredvid påverkas att införskaffa produkten. Ifall avsikten verkligen är att lura folk talar man om undercover marketing. Allmänhetens medvetande om denna form av produktplacering är under alla omständigheter lägre än om den klassiska varianten. Här brukar Sony Mobiles kampanj 2002 anges som exempel.
Under 2000-talet kom debatten att handla om produktplacering i bloggosfären och svårigheterna att som konsument veta om bloggare spontant nämner produkter som de använder och gillar eller om de gör det för att företagen betalat dem för att skriva på ett visst sätt.